# Alfred Rößler (Mathematiker)
Alfred Eduard Rößler, auch Fred Rössler (* 21. Februar 1903 in Saaz, Österreich-Ungarn; † 11. Juli 1989 in Aachen), war ein deutscher Mathematiker und Hochschullehrer.

## Leben und Wirken
Nach dem Schulbesuch studierte Rößler und promovierte zum Dr. rer. nat. Von 1936 bis kurz nach Kriegsende 1945 war er Dozent an der Deutschen Technischen Hochschule in Prag und schrieb sich meist Fred Rössler. 1944 wurde seine wissenschaftlichen Leistungen zwecks Neubesetzung des Lehrstuhls der Darstellenden Geometrie an der Technischen Hochschule Prag begutachtet.
Nach seiner Vertreibung aus der neugegründeten Tschechoslowakei fand er 1947 zunächst eine Anstellung an der Theologischen Hochschule in Passau und 1948 in Aachen. Dort wurde er 1949 zum außerplanmäßigen Professor für Mathematik an der Technischen Hochschule Aachen berufen. 1957 wurde er zunächst Wissenschaftlicher Rat und 1967 Wissenschaftlicher Abteilungsvorsteher und ordentlicher Professor für Geometrie. Am 31. März 1968 wurde er in den Ruhestand versetzt.
Rößler trat zum 1. Dezember 1938 der NSDAP bei (Mitgliedsnummer 6.593.377) und war nach Angabe der tschechischen Historikerin Milena Josefovičová Mitglied folgender Parteien und Organisationen: Sudetendeutsche Partei, NSKK und Nationalsozialistischer Deutscher Dozentenbund.

## Schriften (Auswahl)
- Über eine geometrische Erzeugungsweise der windschiefen uneigentlichen Affinsphären. In: Abhandlungen des Mathemathischen Seminars der Universität Hamburg 9 (1933), S. 272.
- Bemerkungen zur affinen Flächentheorie. In: Časopis p. pěstov. Mat. a. Fis. Prag 64 (1935), S. 197.
- Über die Affinnormalen der ebenen Schnittkurven in einem Flächenpunkt. In: Monatshefte für Mathematik und Physik 42 (1935), Nr. 1, S. 97–100.
- Geometrische Grundlagen der Konstruktion von Helligkeitsgleichen für eine neue Helligkeitshypothese. In: Monatshefte für Mathematik und Physik 46 (1937), Nr. 1, S. 157–171.
- Über Konstruktionsprinzipe für die Konstruktion von Helligkeitsgleichen an besonderen Flächenarten. In: Monatshefte für Mathematik und Physik 47 (1939), S. 139–147.